# Torrent de Son Bauló
El torrent de Son Bauló és un torrent de Mallorca que neix al Pla de Mallorca i desemboca a la badia d'Alcúdia a l'altura de Son Bauló. Té una llargària d'uns 20 km, i la seva conca hidrogràfica té una superfície d'uns 54 km².
Neix dins el terme de Maria, a prop de Llampí i Son Cloquis, i recorre el terme fins a Son Llompardet. Ja dins el terme de Santa Margalida, recorre el territori cap al nord fins a passar entre Vernissa, Saraix, la Boleda i la Dragonera. Al llarg de tot aquest recorregut, s'anomena Síquia Reial (nom que ja apareix al mapa del Cardenal Despuig). A continuació, pel marge dret rep les aigües del torrent que davalla d'Alcudiola i més endavant del Barranc Gassó. Finalment, desemboca a la badia d'Alcúdia vora Son Bauló, del qual pren el nom, i suposa el límit urbà oriental del nucli de Can Picafort.